# Vlag van Annen

Vlag van Annen

De vlag van Annen werd in 2001 vastgesteld als de dorpsvlag van de Drentse dorp Annen. De vlag kan als volgt worden beschreven:
Twee evenlange banen van groen en geel waarvan de lengten zich verhouden als 1:2, met op het midden van de scheiding tussen de groene en gele baan een wit-zwarte uil ter hoogte van 4/5 van de vlaghoogte, van het een in het ander.
De kleuren groen en geel symboliseren de Hunze (turf en veeteelt) en de heuvels van de Hondsrug (zand en landbouw), oorspronkelijk de belangrijkste bronnen van inkomsten. De oorsprong van de uil is onbekend. De vlag is ontworpen door Albert Rademaker.
Anloo
· Annen
· Annerveenschekanaal
· Dalen
· De Groeve
· Een
· Eext
· Eexterveen
· Eexterveenschekanaal
· Elim
· Gasselternijveen
· Gasteren
· Gieten
· Gieterveen
· Grolloo
· Hollandscheveld
· Nieuw-Weerdinge
· Noordscheschut
· Schoonoord
· Tiendeveen
· Uffelte
· Wapse
· Witteveen
· Yde-De Punt
· Zorgvlied